# Gennadios II
Gennadios (II) (en grec : Γεννάδιος) (mort en 665) est un général byzantin qui exerce la fonction d'exarque d'Afrique de 648 à 665, date à laquelle il est exilé.

## Biographie
Gennade est un général byzantin au service de l’empereur byzantin Constant II (règne : 641-668). Il prend la tête de l’Exarchat d'Afrique après la mort de Grégoire, bien que l’empereur ne l’ait pas officiellement nommé. Il parvient néanmoins à obtenir le retrait des Arabes de l’Afrique byzantine en leur promettant un tribut annuel de 330 000 nomismata — soit plus de deux tonnes d’or — et se voit confirmé dans ses fonctions. Comme ses prédécesseurs, il reconnaît l’autorité de l’empereur et transfère à Constantinople les excédents annuels de revenus de la province. Toutefois, il administre l’Afrique de manière semi-autonome, sans interférence de la cour impériale, avec le soutien des évêques africains, farouchement fidèles au chalcedonisme, à la différence de l’empereur.
La population locale est profondément mécontente. Les pillages arabes ont sapé sa confiance dans la capacité des Byzantins à assurer leur défense, tandis que la fiscalité augmente fortement pour financer le tribut, répondre aux exigences de Constantinople et reconstruire l’armée. Les tribus berbères, en particulier, se détachent de l’Empire, et la majeure partie du sud de l’actuelle Tunisie semble échapper au contrôle de Carthage durant le mandat de Gennade.
Cette situation perdure jusqu’en 663, année où Constant II transfère sa cour à Syracuse, en Sicile, plus proche de l’exarchat, et exige une augmentation du tribut. En 664, Gennade refuse de transmettre les recettes supplémentaires et expulse le représentant de l’empereur. Cette décision provoque une révolte en Afrique : les troupes de garnison s’allient aux habitants locaux sous la direction d’Éleuthère le Jeune, qui chasse Gennade en 665. Éleuthère se proclame exarque et obtient par la suite la reconnaissance de Constant II.
Gennade se réfugie alors à la cour de Muʿāwiya Ier (r. 661–680), premier calife du califat omeyyade, à Damas, et lui demande de l’aide pour reprendre Carthage. Le calife accepte et envoie avec lui une importante armée pour envahir l’Afrique byzantine en 665. Cependant, Gennade meurt à Alexandrie à la fin de l’année.

## Sources
- (en) Warren Treadgold, A History of Byzantine State and Society, Stanford, Stanford University Press, 1997, 1019 p. (ISBN 978-0-8047-2630-6, lire en ligne).
- (en) Denys Pringle, The Defence of Byzantine Africa from Justinian to the Arab Conquest: An Account of the Military History and Archaeology of the African Provinces in the Sixth and Seventh Century, Oxford, United Kingdom: British Archaeological Reports, 1991 (ISBN 0-86054-119-3)